# Bizdad
Bizdad  (in arabo بيز ضاض‎?) è un centro abitato e comune rurale del Marocco situato nella provincia di Essaouira, regione di Marrakech-Safi. Conta una popolazione di 7 959 abitanti (censimento 2014).